# Luca Botta

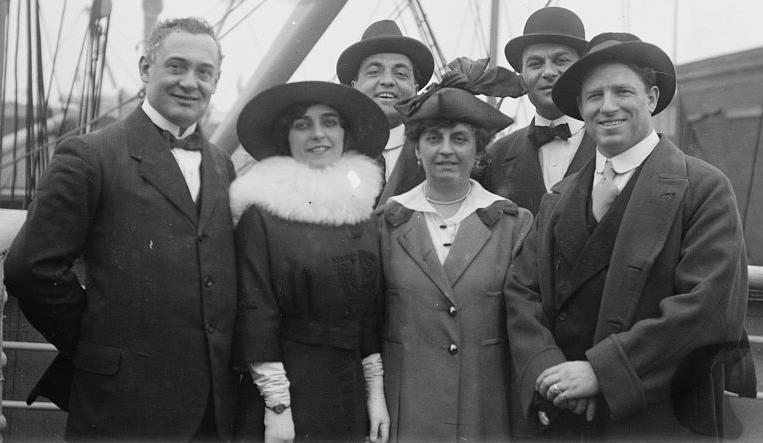
Da sinistra a destra: Vincenzo Reschiglian, Rosina Galli, Luca Botta, la madre della Galli, persona sconosciuta e Giovanni Martinelli.

Luca Botta (Amalfi, 16 aprile 1882 – New York, 29 settembre 1917) è stato un tenore italiano.

## Biografia
Studiò canto al Conservatorio di San Pietro a Majella a Napoli prima di fare il suo debutto nel ruolo di Alfredo ne La traviata nel 1909. Debuttò alla Metropolitan Opera nel ruolo di Rodolfo ne La bohème il 21 novembre 1914, e cantò in 91 spettacoli con quella compagnia fino alla sua morte prematura. 
Morì di cancro a New York il 29 settembre 1917 all'età di 35 anni. Il suo funerale era stato programmato per essere tenuto nella chiesa del Santissimo Sacramento, ma fu trasferito nella Cattedrale si San Patrizio. Fu sepolto nel Cimitero di Poggioreale, a Napoli, e la sua bara fu portata da: Pasquale Amato, Giuseppe de Luca, Leon Rothier, Antonio Scotti, Francesco Romei, Giulio Setti, Gennaro Papi, Fernando Carpi, Giulio Crimi, Francis Charles Coppicus, G. Viafora e dal dottor Henry Holbrook Curtis.